# Liparis kumokiri
Liparis kumokiri är en orkidéart som beskrevs av Fumio Maekawa. Liparis kumokiri ingår i släktet gulyxnen, och familjen orkidéer. Inga underarter finns listade i Catalogue of Life.

## Bildgalleri

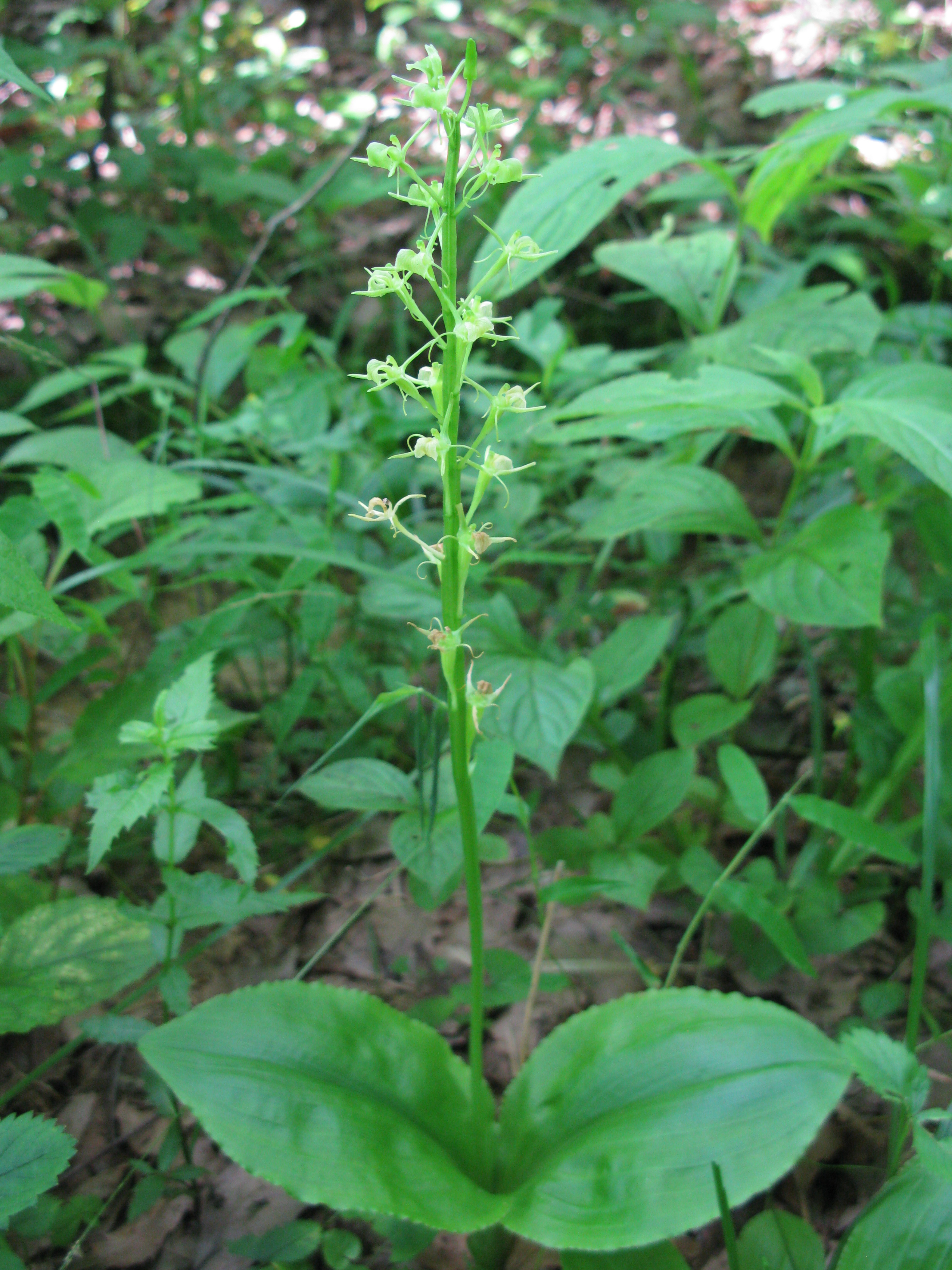
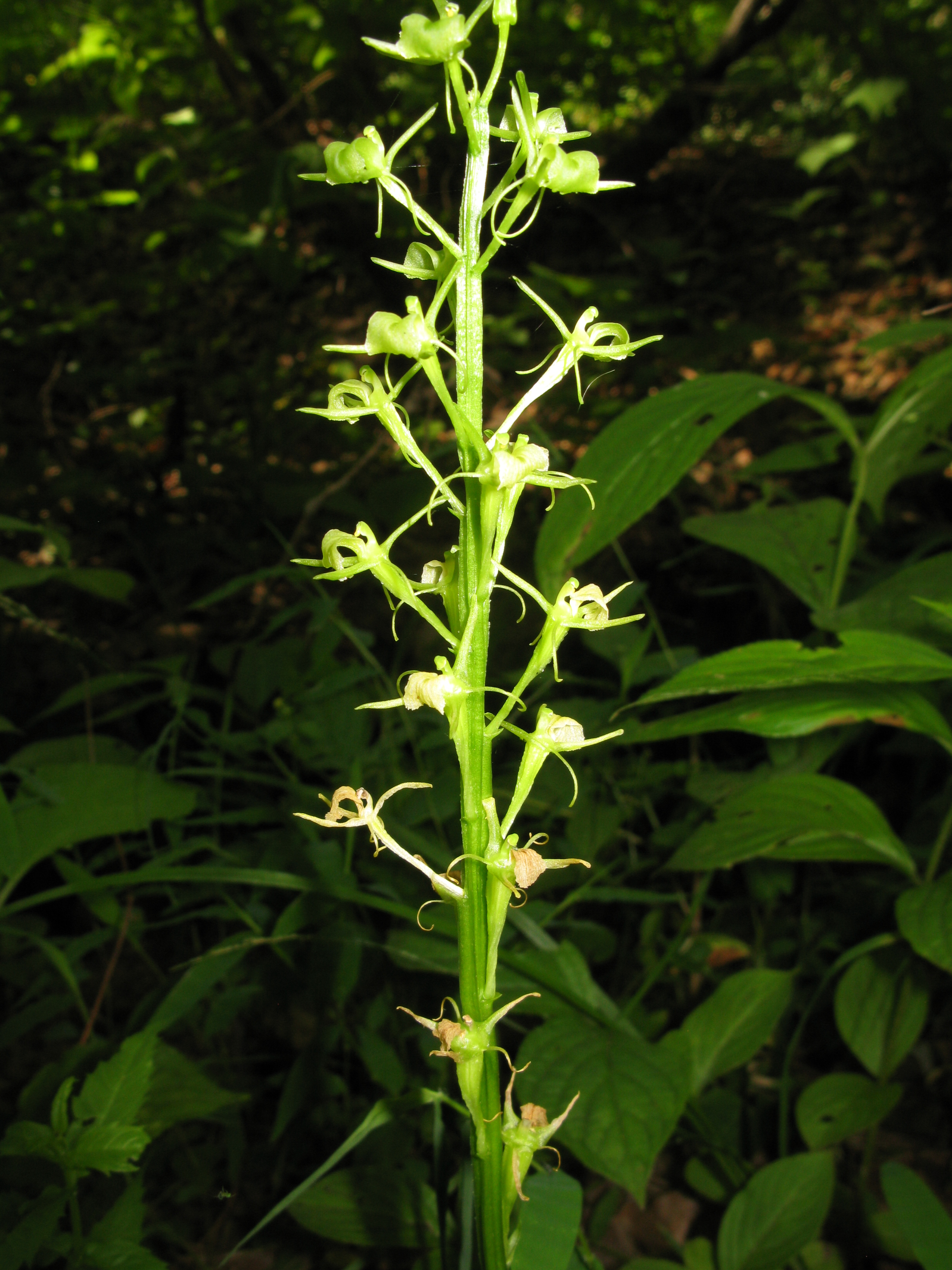
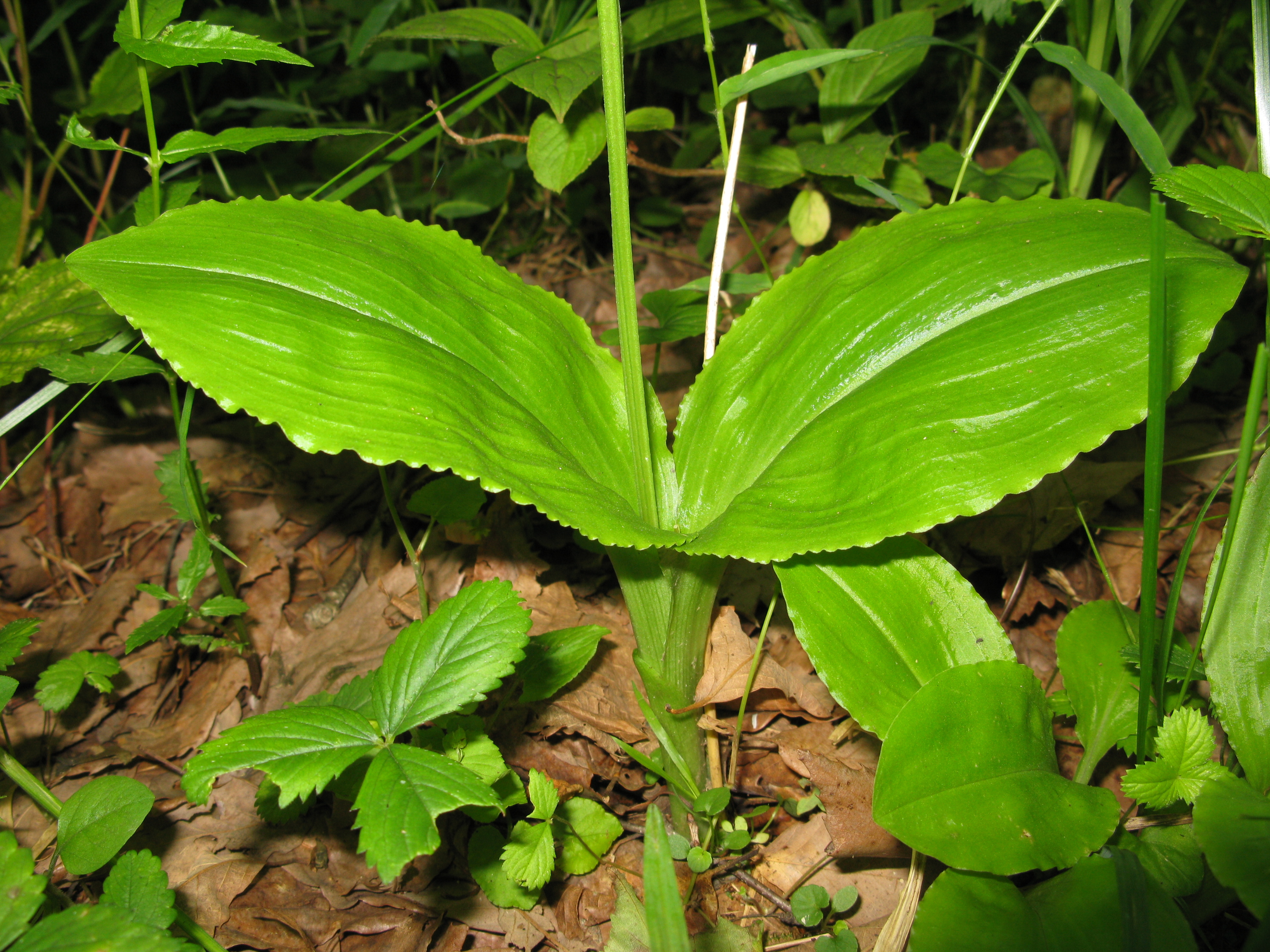
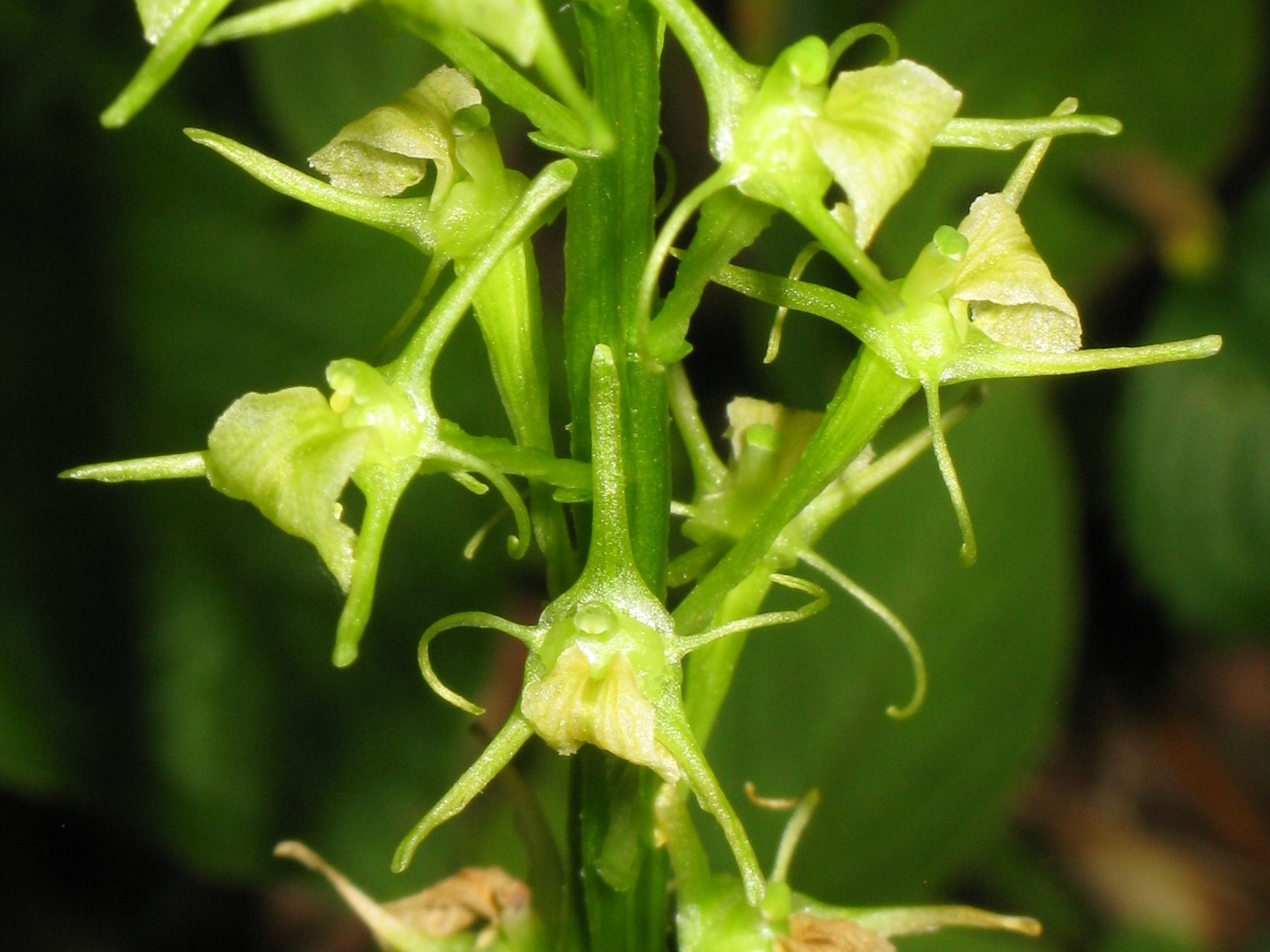
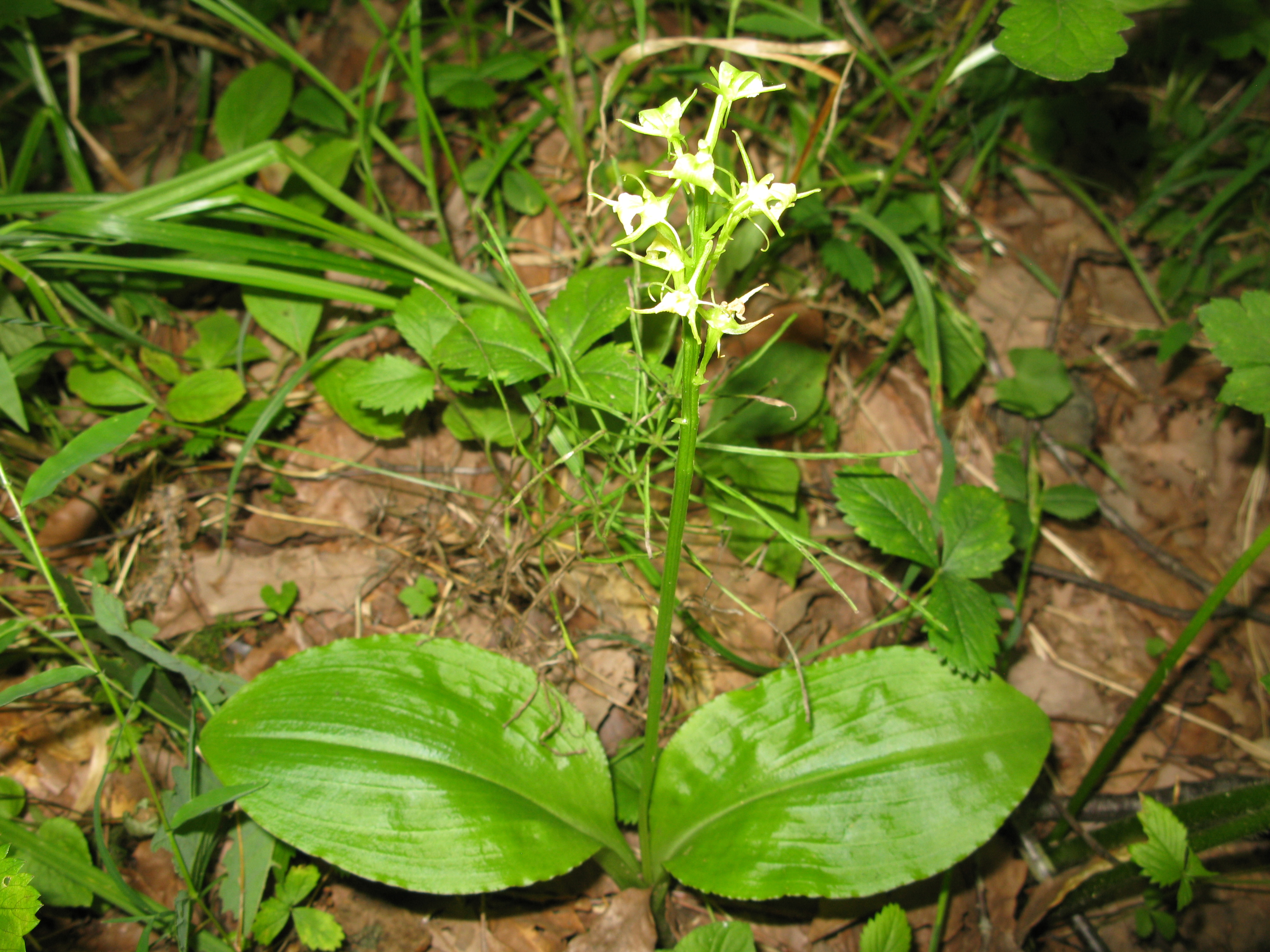